# Malmö latinskola
Malmö latinskola är en latinskola och gymnasieskola i Malmö med sitt ursprung i en kyrkskola som startade 1406 vid S:t Petri kyrka. Skolan bar mellan 1928 och 1959 namnet Högre allmänna läroverket för gossar i Malmö.

## Historia
Malmö latinskola grundades 1406 sedan påven Innocentius VII utfärdat ett privilegiebrev till borgarna i Malmö. Från början dominerade ämnena latin och kristendom.  Mellan 1529 och 1536 var latinskolan även utbildningscentrum för prästutbildningen i Danmark och kan således sägas vara Skånes första högskola.
Skolan har haft oavbruten verksamhet alltsedan tillkomsten 1406 och är i detta avseende unik. Under krigen på 1670-talet låg samtliga skånska skolor öde utom Malmö latinskola, eftersom Malmö aldrig blev militärt erövrat och förstört. Om detta går att läsa i lundabiskopen Canutus Hahns brevväxling med Karl XI från 1680-talets början.
Skolan benämndes före 1820 Malmö skola, för att därefter ha namnet Malmö lärdoms och apologistskola, 1849 Malmö elementarläroverk. 1858 ombildades skolan till Malmö högre elementarläroverk som 1879 namnändrades till Malmö högre allmänna läroverk och 1929 fick namnet Malmö högre allmänna läroverk för gossar. Efter samundervisning inrättats byttes namnet 1959 till Malmö latinskola vilket namn behölls även efter kommunaliseringen 1966.
Studentexamen gavs från 1865 till 1968 och realexamen från 1907 till 1968.
Skolan har sitt eget spex, en elevdriven förening vid namn Latinspexet.
Den 21 mars 2022 dödades två anställda på skolan av en 18-årig gärningsman. Inga skjutvapen användes i attacken.

## Byggnader

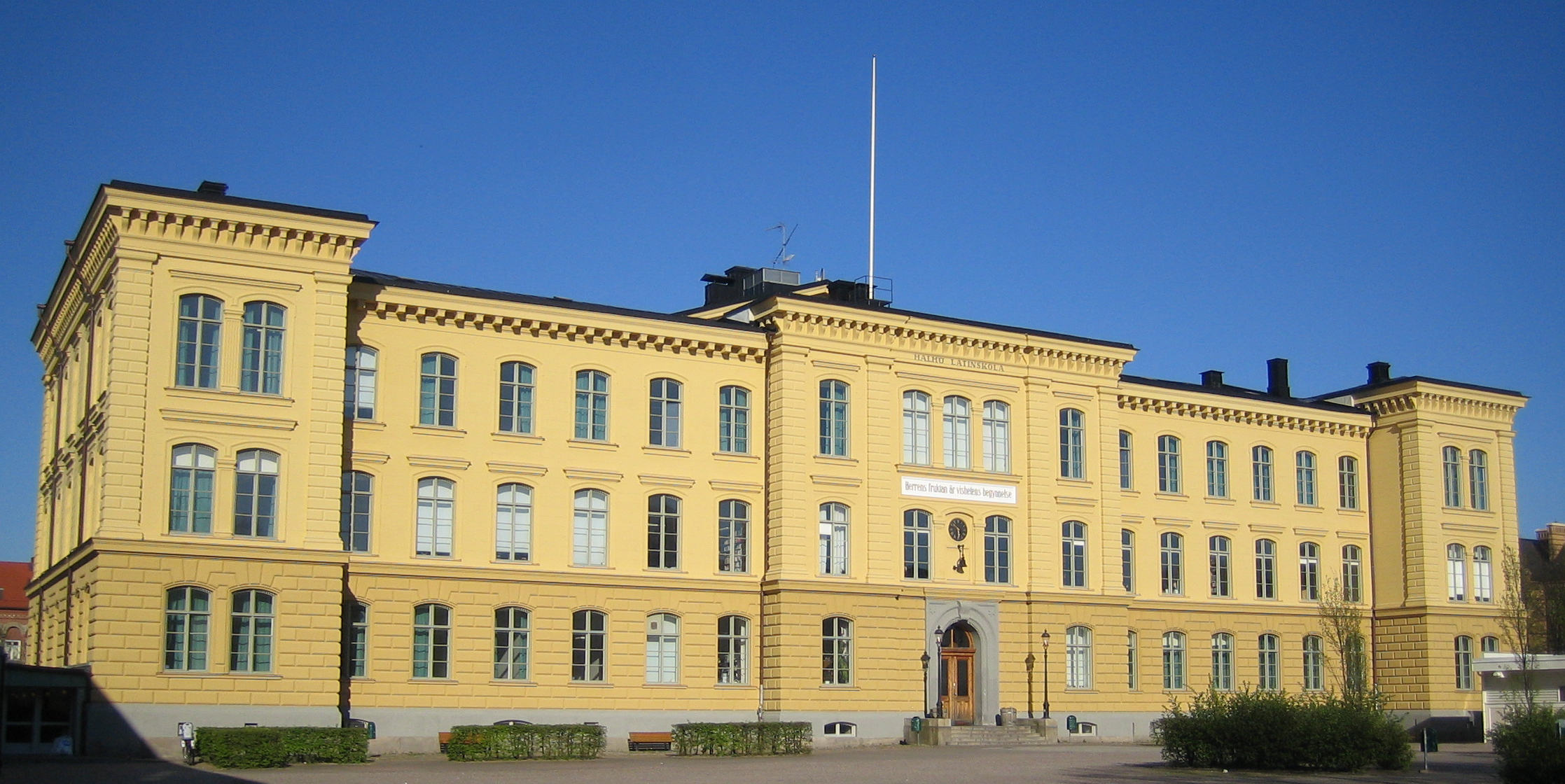
Skolbyggnaden från 1878

Den första skolbyggnaden låg vid Själbodgatan i anslutning till S:t Petri kyrka. Den 31 oktober 1827 flyttade skolan till den så kallade Dringenbergska gården vid Västergatan. Det gamla skolhuset blev omvandlat till spruthus för stadens brandväsende.1878 stod den nuvarande huvudbyggnaden med sitt annex i Rörsjöstaden klar. En gymnastiksalsbyggnad togs i bruk 1879. Nybyggnader har sedan tillkommit på 1920-talet och i slutet av 1950-talet. 1977 revs den gamla gymnastiksalsbyggnaden och den nuvarande idrottshallen byggdes.
Inför renoveringen av skolans aula 1992 skänkte påven Johannes Paulus II 10 000 dollar till det ändamålet efter att elevrådet låtit sända en på latin författad vädjan om stöd till påven vars företrädare ju bidragit till skolans grundande 1406.
År 1999 målades den tidigare vitmålade skolan gul. På skolbyggnaden står ovanför ingången texten Herrens fruktan är vishetens begynnelse.
I oktober 2011 inleddes ett omfattande byggnadsarbete. Några av skolans nyare byggnader revs och skolan fick en ny byggnad i korsningen Drottninggatan - Löjtnantsgatan, där ett entrétorg med gångstråk skapats. Den nya byggnaden, klar 2014, rymmer bland annat en scen för kultur- och mediearrangemang under och efter skoltid. Lokalerna anpassades till verksamheten i specialsalar för bland annat dans, musik, teater, bild och form samt medieproduktion.

## Idrottsprofil
År 1956 avled Thure Persson som var en av skolans kända profiler. Han skrevs in 1902 och visade snabbt sin talang för att springa fort. Han blev 1913 svensk mästare på 200 meter, men året innan upplevde han höjdpunkten i sin karriär, då han tog silvermedalj i olympiska spelen i Stockholm. Skolans rektor under tiden Thure Persson gick på skolan var Carl Sprinchorn (1906–17). En annan svensk mästare på Malmö latinskola var Per Sundquist som tog SM-guld på 100 meter löpning år 2005.
År 1972 grundades Badmintongymnasiet. Det är en elitverksamhet som från början varit knuten till Malmö latinskola. Den gav eleverna möjlighet att kombinera studier och att samtidigt satsa på sin idrott. Fem timmar specialidrott infördes på schemat. Dessa ersatte andra ämnen. Verksamheten utökades och kom från och med 1982 att kallas idrottsgymnasium. Sedan kommunen fick hela ansvaret för gymnasieutbildningen 1991/92 och efter ett riksdagsbeslut 1995 blev antalet riksidrottsgymnasier färre och mer elitprofilerade. Badmintongymnasiet utsågs 2004 till årets riksidrottsgymnasium. Sedan 2005 finns det även elever som utövar squash, friidrott och basket. Idrottsgymnasiet tillhörde fram till årsskiftet 2014/2015 Malmö Borgarskola och från januari 2015 finns idrottsgymnasiet på Malmö Idrottsgymnasium vid Stadionområdet.

## Nya Malmö latin
Nya Malmö Latin användes som ett samlingsnamn för ombyggnationerna 2011–2014 och omstarten med de nya utbildningarna samt nyanställd personal. I augusti 2013 startade formellt den nya verksamheten, men först i januari 2014 flyttades undervisningen in i de nya lokalerna. Estetiska programmet, humanistiska programmet, samhällsvetenskapsprogrammet och naturvetenskapsprogrammet flyttades från Heleneholms gymnasium och från Mediegymnasiet.

## Politik
Skolan ska vara en arena där diskussion och etiska ställningstaganden förekommer. Personal och elever på skolan har gemensamt tagit fram förhållningssätt för skolan. Läroplanen för gymnasiet lyfter bland annat fram demokrati, jämställdhet, solidaritet med svaga och utsatta som delar i den värdegrund som ska genomsyra utbildningen. Flertalet av de utskott som tillhör elevkåren på Malmö latinskola har en tydligt tillåtande och inkluderande syn på samhället.  Latin mot rasism och idrottsutskottet är exempel på andra utskott.

## Kända elever
- Janne Möller - fotbollsmålvakt i Malmö FF och svenska landslaget.[13]
- Hjalmar Gullberg - ledamot av Svenska Akademien
- Sixten Ehrling - dirigent
- Anders Österling - före detta ständig sekreterare i Svenska akademien
- Christian Braw - författare
- Sixten Nordström - musikdirektör och programledare
- Stig Ahlgren - författare
- Georg A. Nilsson - arkitekt
- Dialy Mory Diabaté - mottagare av Svenska Hjältar-priset
- Otto Carlsson (fotbollsspelare) - fotbollsspelare
- Frank Orton - jurist, ämbetsman och före detta diskrimineringsombudsman
- Anders Ulrik Isberg den äldre - författare och historiker
- Gustaf Weidel - diplomat, guldmedaljör i de Olympiska spelen 1908 samt kommendör av Nordstjärneorden
- Hedda Andersson - den första kvinnliga läkaren i Skåne och den andra i Sverige
- Erskine Hain - företagsledare
- Waldemar Beijer - köpman
- Ivar Åkerman - bankman
- Anna-Clara Romanus-Alfvén - läkare och rösträttsaktivist
- Lars Peter Munthe - universitetslärare
- Carl Jöran Bergh - affärsman
- Ebbe Tuneld - indolog och redaktionschef för Svenska Akademiens ordbok
- Hans Svensson Hermod - grundare av Hermods AB
- William Dahl - präst
- Sven Rahmberg - civilingenjör
- Sven Hultberg - läkare och professor
- Herbert Kockum - arkitekt
- Oscar Krook - teolog
- Axel Lindqvist (språkforskare) - språkforskare
- Alfred Lundgren (ingenjör) - ingenjör
- Axel Löfström - idrottare och motorsportspionjär
- Bertil Magnusson - läkare
- Olof Mellander - läkare
- Gunnar Nordström (företagsledare) - företagsledare
- Torsten Gullberg - journalist och flygare
- Emil Salmson - affärsman
- Nils Petter Ehrnberg - garvare
- Michael Nubelius - domkyrkoorganist
- Jacob Quensel (jurist) - jurist och kommendör av Nordstjärneorden
- Karl Erik Steneberg - konsthistoriker och professor
- Sven Kai-Larsen - inredningsarkitekt och möbelformgivare
- Lars-Olof Delsing - språkvetare och professor
- Sigge Fleischer - klimatforskare
- Otto F. Frick - grosshandlare
- Christian Bergh - elektroingenjör
- Tobias Billström - Sveriges tidigare utrikesminister